# تشارلز وولف (عالم فلك)
تشارلز وولف (بالفرنسية: Charles Wolf)‏ هو عالم فلك فرنسي، ولد في 9 نوفمبر 1827 في Vorges ‏ في فرنسا، وتوفي في 4 يوليو 1918 في باريس في فرنسا.

## وصلات خارجية
- تشارلز وولف على موقع الموسوعة البريطانية (الإنجليزية)